# 2019 EU5
2019 EU5 est un objet épars découvert en 2019, mais des observations remontant à 2016 ont pu être trouvées, il a une orbite très excentrique l'amenant à plus de 2 000 UA, sa période de révolution est estimée à 1 286 années. Au moment de sa découverte, il était à 83 UA, faisant de lui un des objets du système solaire les plus lointains jamais découverts.